# Мойбенко Олексій Олексійович
Олексій Олексійович Мойбенко (7 жовтня 1931, Ростов-на-Дону, СРСР — 8 травня 2015, Київ, Україна) — український патофізіолог, кардіолог, академік НАН України, завідувач відділу загальної і молекулярної патофізіології Інституту фізіології ім. О. О. Богомольця НАН України.

## Біографія
Олексій Мойбенко народився в місті Ростов-на-Дону в родині лікарів. Батько Олексій Мойбенко був військовим лікарем, полковником медслужби, мати — епідеміологом.
У 1949 році він закінчив середню школу та протягом чотирьох років навчався в Київському медичному інституті. У 1953 році був мобілізований до лав Радянської армії та переведений на військово-медичний факультет Куйбишевського медичного інституту. Вже у 1955 році закінчив інститут із золотою медаллю та дипломом з відзнакою. У 1956 році вступив до Інституту клінічної медицини ім. М. Д. Стражеска, на посаду лікаря і наукового співробітника відділу патологічної фізіології, а потім відділу клінічної хірургії. Працював анестезіологом.
У 1964 році Олексій Мойбенко захистив кандидатську дисертацію на тему «Гемодинамічні відносини між великим та малим колами кровообігу при гострій артеріальній гіпертензії». Після захисту негайно був зарахований старшим науковим співробітником у відділ біофізики кровообігу Інституту фізіології ім. О. О. Богомольця АН УРСР. З 1972 року відділ змінив назву на відділ експериментальної кардіології.
У 1973 році Мойбенко захистив докторську дисертацію «Кардіогенні рефлекси і їх роль у регуляції кровообігу», яку було оформлено як монографію. З 1974 року він був завідувачем відділу, який у 2007 році перейменовано на відділ загальної та молекулярної патофізіології.
У 1992–2015 роках академік Мойбенко очолював Наукове товариство патофізіологів України. Також він був членом Ради Міжнародного товариства патофізіологів, членом редколегії «Фізіологічного журналу» (Київ), журналів «Серце та судини», «Українського кардіологічного журналу» (Київ), «Патогенез» (Москва); він організатор п'яти Конгресів (1996, 2000, 2004, 2008, 2012 роки) та шести пленумів (1994, 1998, 2002, 2006, 2010, 2014 роки) Наукового товариства патофізіологів України, двох Всесоюзних симпозіумів «Фізіологія та патофізіологія серця та коронарного кровообігу» (1983, 1987 роки). Був членом спеціалізованої вченої ради із захисту дисертацій Інституту фізіології ім. О. О. Богомольця НАН України, членом бюро Відділення біохімії, фізіології і молекулярної біології НАН України, членом Комітету по державним преміям по науці та техніці при Кабінеті Міністрів України.

## Наукова діяльність
У кандидатській дисертації Мойбенка було доведено суттєві відмінності в регуляції судинного тонусу артеріальних судин системи аорти та легеневої артерії, детально описані адренергічні реакції легеневих судин та зміни легеневого кровообігу при гіпертензіях гуморального та нейрогенного походження. Подальші дослідження Олексія Олексійовича показали, що рефлекторна активність аорти перебуває під контролем серцевих скорочень.
Під керівництвом Мойбенка було розроблено модель імунного ураження серця та досліджено на ній біохімічні та фізіологічні механізми цієї патології. Виявлено роль ферменту ліпоксигенази у запуску запальної реакції із синтезом лейкотрієнів і простагландинів. Також визначено роль лейкотрієнів у звуженні коронарних судин та розширенні периферичних, особливо венозних судин, що є головною причиною імуногенного шоку. Професором Мойбенком доведено можливість зменшення такого шоку за допомогою блокаторів ліпоксигеназного та циклооксигеназного шляхів, а також у співробітництві з хіміками і клініцистами створено і клінічно впроваджено водорозчинну форму блокатору ліпоксигенази кверцетину — корвітин.
Є автором і співавтором більш як 400 наукових публікацій, 4 монографій, має 10 патентів України та Росії. Підготував 7 докторів та 28 кандидатів наук.